# Антимонопольный орган
Антимонопо́льный о́рган — официальная правительственная организация, регулирующая рынки с целью поддержания свободной  конкуренции в производстве и продаже товаров и  услуг, недопущения злоупотребления рыночной (монопольной) властью и ограничение согласованных действий (заключение  картельных соглашений).
Антимонопольные органы могут обладать двумя основными видами полномочий . Во-первых, орган может быть уполномочен не допускать концентрации рыночной власти (запрет на слияние, принудительное разделение крупных фирм). Во-вторых, орган может быть уполномочен контролировать деятельность крупных фирм с тем, чтобы не допустить злоупотребления рыночной властью и предупредить вступление участников рынка в сговор друг с другом. Правовой основой антимонопольных ведомств является антимонопольное законодательство. Антимонопольные органы существуют почти во всех странах с рыночной экономикой.
Сотрудничество антимонопольных органов разных стран осуществляется в рамках международных организаций, таких, например, как Генеральный директорат по вопросам конкуренции Европейской комиссии, International Competition Network, ОЭСР и т. д.
Первый в современной истории антимонопольный закон был принят в 1889 году в Канаде. Годом позже в США был принят Акт Шермана. В России функции антимонопольного органа выполняет Федеральная антимонопольная служба, деятельность которой регулируется законом "О защите конкуренции".

## Экономические основания
В экономической точки зрения, существование антимонопольных органов вызвано тем, что недобросовестная конкуренция и злоупотребление рыночной властью является одной из причин провала рынка. Провалы рынка ведут к снижению объема производства, повышению цены, снижению общественного благосостояния и в конечном счете к неоптимальному использованию ресурсов в экономике. Кроме того, последствием низкой конкуренции может быть замедление технического прогресса, рост издержек производства и снижение качества товаров.
В экономической теории доказывается, что максимум общественного благосостояния достигается на совершенно конкурентном рынке. Для того чтобы рынок мог считаться совершенно конкурентным, необходимо выполнение ряда условий, включая:
- наличие большого числа потребителей и фирм, каждая из которых контролирует лишь относительно небольшой объем покупок и продаж; другими словами, низкая концентрация на рынке;
- свободный вход на рынок и выход с него;
- отсутствие других возможностей контролировать цену (например, путем сговора);
- максимальная информированность о потребителей и фирм о товарах и ценах;
- однородность товара.

При выполнении этих условий ни одна фирма на рынке не обладает рыночной властью, и, следовательно, не может диктовать цены.  Не выполнение хотя бы одного из этих условий является источником рыночной власти и создает стимулы для ее использования фирмами, работающими на рынке. Такие рынки называются несовершенно конкурентными. Предельным случаем несовершенной конкуренции являются монополия на стороне предложения и монопсония на стороне спроса.

## Полномочия
Некоторые из перечисленных выше условий совершенное конкуренции бывает трудно выполнить на практике. Например, чаще всего товар неоднороден (дифференцирован) из-за присутствия разных торговых марок и различий в потребительских характеристиках. Другие же условия могут быть выполнены при надлежащем исполнении антимонопольного законодательства. Например, антимонопольный орган может запретить сделку слияния или поглощения, принудительно разделить крупную фирму и тем самым снизить рыночную концентрацию. Антимонопольный орган может проводить расследование в отношении фирм и при обнаружении признаков согласованных действий (картельного сговора) применять санкции в соответствии с законодательством.

## Антимонопольные органы в странах мира
- Австралия — Австралийская комиссия по вопросам конкуренции и защиты потребителей
- Армения —  Государственная комиссия по защите экономической конкуренции Республики Армения
- Бразилия — Административный совет по экономической защите Бразилии
- Казахстан — Агентство по защите и развитию конкуренции Республики Казахстан
- Китай — Министерство коммерции Китайской Народной Республики
- Россия — Федеральная антимонопольная служба
- США — Федеральная торговая комиссия и антимонопольное подразделение Министерства юстиции США
- Узбекистан — Антимонопольный комитет Республики Узбекистан
- Украина — Антимонопольный комитет Украины
- Южная Корея — Комиссия по справедливой торговле (Республика Корея)